# Olof Langlet
Olof Filip Ingemar Langlet, född 12 oktober 1900 i Stockholm, död 14 januari 1997 i Mullsjö, Nykyrka församling, dåvarande Skaraborgs län, var en svensk skogsvetare. Han var son till civilingenjör Filip Langlet (son till Emil Viktor och Mathilda Langlet) och far till Erik Langlet.
Langlet blev filosofie doktor vid Stockholms högskola 1936 och var docent i skoglig genetik vid Skogshögskolan 1939–1961. Han blev assistent i skogsbotanik vid Statens skogsforskningsinstitut 1928, försöksledare där 1944 och blev laborator i populationsgenetik med proveniensforskning vid Skogshögskolan 1962. Han tilldelades professors namn 1961 och invaldes som ledamot av Skogs- och lantbruksakademien samma år. 
Utöver nedanstående skrifter skrev Langlet artiklar i botanisk cytologi samt skoglig biologi och genetik; artiklar i dagspressen om befolkningsexplosionen och behovet av barnbegränsning och andra sociala frågor. Han var redaktör för Svensk landstormsofficerstidning 1941–1942 och för Tidskrift för värnpliktiga officerare 1943–1951. 
Han gifte sig första gången 1925 med filosofie magister Ingegärd Brate (1899–1951), dotter till lektor Erik Brate och konstnären Fanny Brate. I detta äktenskap fick han barnen Ingvar 1930, Abraham 1932, Ragnhild 1934, Anders 1936, Erik 1938 och Ragnar 1944. Andra gången gifte han sig 1952 med sjuksköterskan Ragnhild Gunterberg (född 1921), dotter till folkskollärarna Valdemar Gunterberg och Edith Björk. De fick barnen Clara 1955 och Valdemar 1961.